# Акар, Джон Джозеф
Джон Джозеф Акар (англ. John Joseph Akar; 1927—1975) — африканский театральный деятель, писатель, композитор, драматург и дипломат Сьерра-Леоне. 
Как композитор известен как автор музыки гимна Сьерра-Леоне — High We Exalt Thee, Realm of the Free (Превозносим тебя, о царство свободы) (автор текста — Клиффорд Нельсон Пайл, 1961).

## Биография
Сын ливанца и представительницы народа буллом.
Учился в Albert Academy во Фритауне.
Высшее образование получил в Великобритании, позже стажировался в области коммерческого радио и телевидения в США.
В 1960 году Акар стал первым некреолом и первым представителем народа буллом, назначенным директором радиовещательной службы Сьерра-Леоне (SLBS).
Служил послом Сьерра-Леоне в США.

## Творчество
Его первая пьеса «Долина без эхо» получила на родине широкое признание. Пьеса «Клич Томба» (1961) была поставлена труппой «Артисты Сьерра-Леоне». В 1963 году сформировал национальную танцевальную труппу, в программе которой помимо танцев были и драматические сцены. В 1964 году он и Национальная танцевальная труппа была приглашена в Соединенные Штаты для выступления на Всемирной ярмарке в Нью-Йорке, где им была вручена премия за лучшее исполнение. 